# Radiosistema del Noroeste
Radiosistema del Noroeste conocida como RSN: "El grupo más fuerte en comunicación", es un grupo radiofónico con su centro de operaciones se encuentra en el edificio Manuel Pérez Alvarado de la Av. Aquiles Serdán Col. Centro en la ciudad de Los Mochis, Sinaloa, México y que da difusión al área del valle del Fuerte a través de sus 4 estaciones de las cuales 3 transmiten en sistema combo en Amplitud Modulada/Frecuencia Modulada y 1 solamente en Frecuencia Modulada a través de su página de Internet y de su portal de noticias, Línea Directa Portal.
Desde mayo de 2011 opera en Culiacán, Sinaloa, la capital Sinaloense una estación de radio en colaboración con MVS Radio.
Desde febrero de 2013 opera en Mazatlán, Sinaloa, una estación en colaboración con MVS Radio.
Desde junio del 2015 opera en Guasave, Sinaloa dos estaciones en colaboración con MVS Radio y Megamedios Guasave
Las 7 estaciones de radio son:
Amplitud Modulada
| Frecuencia kHz | Estación | Nombre                 | Ubicación del transmisor | Potencia kW    | Operador                       |
| 540            | XEHS-AM  | La Mejor + 90.9 FM     | Los Mochis, Sinaloa      | 5,000d/2,500n  | Grupo RSN / MVS Radio          |
| 600            | XEHW-AM  | La Mejor + 102.7 FM    | Mazatlán, Sinaloa        | 5,000d/1,000n  | Grupo RSN / MVS Radio          |
| 680            | XEORO-AM | La Mera Jefa + 93.7 FM | Guasave, Sinaloa         | 10,000d/1,000n | Grupo RSN / Megamedios Guasave |
| 1030           | XEMPM-AM | Exa FM + 98.9 FM       | Los Mochis, Sinaloa      | 10,000d/1,000n | Grupo RSN / MVS Radio          |
| 1260           | XESA-AM  | Exa FM + 101.7 FM      | Culiacán, Sinaloa        | 5,000d/500n    | Grupo RSN / MVS Radio          |
| 1410           | XECF-AM  | La Mexicana + 93.3 FM  | Los Mochis, Sinaloa      | 10,000d/500n   | Grupo RSN                      |

Frecuencia Modulada
| Frecuencia MHz | Estación  | Nombre                | Ubicación del transmisor | Potencia kW | Operador                       |
| 90.9           | XHHS-FM   | La Mejor + 540 AM     | Los Mochis, Sinaloa      | 4,000       | Grupo RSN / MVS Radio          |
| 93.3           | XHCF-FM   | La Mexicana + 1410 AM | Los Mochis, Sinaloa      | 4,000       | Grupo RSN                      |
| 93.7           | XHEORO-FM | La Mera Jefa + 680 AM | Guasave, Sinaloa         | 25,000      | Grupo RSN / Megamedios Guasave |
| 98.1           | XHGSE-FM  | Exa FM                | Guasave, Sinaloa         | 50,000      | Grupo RSN / MVS Radio          |
| 98.9           | XHMPM-FM  | Exa FM + 1030 AM      | Los Mochis, Sinaloa      | 15,000      | Grupo RSN / MVS Radio          |
| 101.7          | XHESA-FM  | Exa FM + 1260 AM      | Culiacán, Sinaloa        | 25,000      | Grupo RSN / MVS Radio          |
| 102.7          | XHHW-FM   | La Mejor + 600 AM     | Mazatlán, Sinaloa        | 25,000      | Grupo RSN / MVS Radio          |

- Datos: Q6096826